# Juan Antonio Sotillo
Juan Antonio Sotillo é um município da Venezuela localizado no estado de Anzoátegui.
A capital do município é a cidade de Puerto La Cruz.